# Giulia Lanciani
Giulia Lanciani (Roma, 16 maggio 1935 – Roma, 14 novembre 2018) è stata una saggista, traduttrice e lusista italiana, tra i principali studiosi delle lingue e letterature iberiche, medievali e moderne.

## Biografia
Divenne professoressa ordinaria di Lingua e letteratura portoghese e brasiliana presso la Facoltà di Lettere e Filosofia dell'Università degli Studi Roma Tre, dopo essersi laureata presso la Sapienza - Università di Roma ed essere stata assistente presso la medesima Università. Insegnò presso l'Università Ca' Foscari Venezia. Dottore Honoris causa dell'Universidade Nova (2003) e dell'Universidade Clássica di Lisbona (2011), era anche socia dell'Arcadia, corrispondente della “Sociedade de Geografia” di Lisbona, membro della giuria del Premio Mondello e dei Premi Nazionali per la Traduzione. Fondò la cattedra “José Saramago”, finanziata dall'Instituto Camões, presso l'Università degli Studi Roma Tre. Collaborò con il Ministero dei beni e delle attività culturali e del turismo e fu nel consiglio scientifico di diverse riviste italiane e straniere. Diresse altresì le collane editoriali “Poeti e prosatori portoghesi” (L'Aquila), “Lusobrasilica” (Roma), “Costellazioni” (Milano), tutte fondate da lei. Si occupò di letteratura medievale galega e portoghese, di autori e testi iberici del secolo XVI, in particolare della letteratura di viaggio, di poeti e prosatori moderni e contemporanei portoghesi, brasiliani, galleghi, catalani (da Fernando Pessoa a José Saramago, da Manuel Bandeira a Guimarães Rosa, a Salvador Espriu), di critica genetica, di lingua portoghese e di problemi della traduzione. Insignita di vari premi nazionali e internazionali e del grado di Grande Ufficiale dell'Ordine dell'Infante Dom Henrique, fu anche “académico de honra” della Real Academia Galega.
Era sposata con Giuseppe Tavani.

## Opere

### Studi
- La meccanica dell'errore. Studi di letteratura medievale, Roma, Viella, 2010

### Saggi, monografie e curatele
- Il canzoniere di Fernan Velho, L'Aquila, Japadre, 1977
- Os relatos de naufrágios na literatura portoguesa dos séculos XVI e XVII, Lisbona, Instituto de Cultura Portuguesa, 1979
- Gaspar Alfonso, Naufragi e peregrinazioni americane di Gaspar Alfonso, Milano, Cisalpino-Goliardico, 1984
- Ruy Belo, Verde vittima del vento, L'Aquila, Japadre, 1986
- Carlos Casares, Gli oscuri sogni di Clio, L'Aquila, Japadre, 1989
- Fernando Namora, Sandali di vento, L'Aquila, Japadre, 1989
- Tempeste e naufragi sulla via delle Indie, Roma, Bulzoni, 1991
- Dicionário da literatura medieval galega e portuguesa, Lisbona, Caminho, 1993 (con Giuseppe Tavani)
- Grammatica portoghese, Milano, LED, 1993 (con Giuseppe Tavani)
- Jorge Amado: ricette narrative, Roma, Bulzoni, 1994
- José Saramago: il bagaglio dello scrittore, Roma, Bulzoni, 1996
- Manuel Bandeira, Libertinagem; Estrela da Manhã, Madrid, ALLCA, 1998
- Profilo di storia linguistica e letteraria del Portogallo: dalle origini al Seicento, Roma, Bulzoni, 1999
- Inchiostro nero che danza sulla carta: antologia di poesia portoghese contemporanea, Milano, Mondadori, 2002
- Vasco Graça Moura, Tra conoscenza e complice armonia, L'Aquila, Japadre, 2002
- Morfologie del viaggio: l'avventura marittima portoghese, Milano, LED, 2006

### Traduzioni
- António Ribeiro Chiado, Auto das regateiras, Roma, Edizioni dell'Ateneo, 1970 (anche curatela)
- Carlos de Oliveira, Officina poetica, Milano, Accademia, 1975 (anche curatela)
- Carlos de Oliveira, Finisterra: paesaggio e popolamento, L'Aquila, Japadre, 1983
- Pedro Tamen, Allegria del silenzio, L'Aquila, Japadre, 1984 (con Ettore Finazzi Agro)
- Sophia de Mello Breyner Andresen, Il sole il muro il mare, L'Aquila, Japadre, 1987 (anche curatela)
- Salvador Espriu, Cristallo di parole, L'Aquila, Japadre, 1989 (anche curatela)
- José Saramago, La seconda vita di Francesco d'Assisi, Milano, Ricordi, 1991
- Jorge Amado, Il ragazzo di Bahia, Milano, Garzanti, 1992
- José Saramago, Il perfetto viaggio, Milano, Bompiani, 1994
- José Saramago, Teatro, Torino, Einaudi, 1997 (con Rita Desti)
- Teresa Rita Lopes, A fior di parola, L'Aquila, Japadre, 2000 (anche curatela)
- João Guimarães Rosa, La terza sponda del fiume, Milano, Mondadori, 2003 (anche curatela)
- Carlos Drummond de Andrade, Quando è giorno di partita, Roma, Cavallo di Ferro, 2005 (anche curatela)
- José Luís Peixoto, Questa terra ora crudele, Roma, La Nuova Frontiera, 2005
- José Saramago, Di questo mondo e degli altri, Torino, Einaudi, 2006
- José Saramago, Il quaderno: testi scritti per il blog, settembre 2008-marzo 2009, Torino, Bollati Boringhieri, 2009
- José Saramago, La seconda vita di Francesco d'Assisi e altre opere teatrali, Milano, Feltrinelli, 2011 (con Rita Desti)